# Bełżec (stacja kolejowa)
Bełżec – stacja kolejowa w Bełżcu, w województwie lubelskim, w Polsce działająca od 1915 roku. Znajdują się tu 3 perony.

## Ruch pasażerski
| Rok  | Wymiana pasażerska na dobę |
| ---- | -------------------------- |
| 2017 | 0–9                        |
| 2022 | 10–19                      |

Na stacji, obsługującej miasto Tomaszów Lubelski i okoliczne miejscowości, zatrzymują się zarówno pociągi towarowe jak i osobowe. 13 grudnia 2009 r., w wyniku zmian w kolejowym rozkładzie jazdy zlikwidowano połączenia pasażerskie do Bełżca, co pociągnęło za sobą protesty mieszkańców. 
W czerwcu 2011 r. spółka Przewozy Regionalne uruchomiła pociągi REGIO. Obecnie pociągi te kursują w relacji Lublin/Zamość – Bełżec w ilości czterech par dziennie przez cały rok.